# Elke Jonigkeit
Elke Jonigkeit (* 1944 in Bunzlau, Niederschlesien, Deutsches Reich) ist eine deutsche Filmemacherin, Künstlerin und Kunstvermittlerin.

## Leben
Elke Jonigkeit absolvierte ein Kunststudium in Braunschweig und Düsseldorf und arbeitete von 1970 bis 1980 als Kunsterzieherin in Düsseldorf. Im Jahr 1979 gründete sie gemeinsam mit ihrem Mann Hartmut Kaminski die Circe-Film-GmbH, deren Geschäftsführerin sie bis 2016 war. Nach dem Tod ihres Mannes entschloss sie sich, die Firma aufzugeben und baute das Circe-Archiv auf.
Sie war Mitorganisatorin des Filmfest 80. Sie ist Mitglied im BBK Düsseldorf, im Filmbüro Nordrhein-Westfalen und im Verband der Filmarbeiterinnen.
Mit ihrem Mann Hartmut Kaminski hat Elke Jonigkeit einen Sohn.

## Filmografie

### Filme von Elke Jonigkeit
- 1980: …dann brauch' ich Gewalt[5][6] (Kurz-Dokumentarfilm)
- 1980/1981: Tag um Tag – Nacht um Nacht (Kurz-Dokumentarfilm)
- 1982: Stumme Schreie (Dokumentarfilm)16 mm, 30’
- 1983: Die Kinder von Himmlerstadt (Dokumentarfilm) 30’
- 1984–1988: Zu Hause – was ist das eigentlich[7]
- 1986: Alomenat (Kurz-Dokumentarfilm)
- 1986–1989: Tschadari & Buz Kaschi. Afghanische Frauen heute[1] (Dokumentarfilm)
- 1995: Aché – die afrikanische Seele Kubas, 85’, 16 mm[8]
- 2010: Überleben in Kabul – eine Stadt und ihre Frauen (Dokumentarfilm)

### Filme in Zusammenarbeit mit Hartmut Kaminski
- 1982: Stumme Schreie (Dokumentarfilm)16 mm, 30’
- 1983. Die Kinder von Himmlerstadt (Dokumentarfilm) 30’
- 1983. Wendepunkte (Dokumentarfilm)
- 1984–1988: Zu Hause – was ist das eigentlich?[9]
- 1987–1989: Aus Jesse kam die Art (Dokumentarfilm) 16 mm
- 1990/91: Kultur der Kalash[10] – bestehend aus: Im Tal der Kalash und Ein Winterfest im Hindukusch, 16 mm
- 1993: Stalin, Stalin, Stalin – 7 DVDs[11]
- 1995: Aché – die afrikanische Seele Kubas, 85’, 16 mm[12]

### Filme unter Mitarbeit von Elke Jonigkeit
- 1975/76: Der gerechte Krieg 1525
- 1990/91: Steh auf, es ist Krieg, 6-teilige TV-Serie
- 1990/91: Die sowjetische Geschichte vom Zar bis Gorbatschow
- 1992/93: STALIN, 4-teilige TV-Serie[13]

### Afghanistan-Zyklus
- 2012: Von König Amanullah zu Facebook[14], 82’
- 2010: Überleben in Kabul – eine Stadt und ihre Frauen, 45’[15]
- 2007: Vom Aufbau des NAZO-Zentrums – ein Brief aus Afghanistan, 23’ Mitarbeit Nurullah Ebrahimy[16][17]

- 2003: Die Frauen von Kabul – Sterne am verbrannten Himmel (Dokumentarfilm, 55’), Hessischer Filmpreis 2003[18]
- 1989/99: Tschadari & Buz Kaschi – Afghanische Frauen heute, 99’, FBW: Wertvoll[19]
- 1987–1989: Frauen mit nie gehörten Namen, 16 mm, 30’[16]
- 1987–1989: Geflüchtet, Gefoltert, Vergewaltigt, 16 mm, 30'[16]
- 1987–1989: Mein Vater ist ein Märtyrer, 16 mm, 30’[16]
- 1987–1989: Afghanische Kinder träumen vom Frieden – Ein Bericht aus Kabul, 16 mm, 30'[16]

## Schriften
- Hartmut Kaminski, Elke Jonigkeit: Niemand denkt an mich und weiß von mir… Prometh Verlag, Köln 1982, ISBN 3-922009-51-4.

## Auszeichnungen
- 1982: Preis für verkannte Filme der westdeutschen Kurzfilmtage, vergeben von den Mitarbeitern der Kurzfilmtage für den Film Stumme Schreie[20]
- 1983: 1. Preis bei den 10. Internationalen Tagen des Religiösen Films in Friedberg für den Film Die Kinder von Himmlerstadt[21]
- 1983: FIPRESCI-Preis auf der Internationalen Filmwoche in Mannheim für den Film Die Kinder von Himmlerstadt[21]